# Upogebia toralae
Upogebia toralae is een tienpotigensoort uit de familie van de Upogebiidae. De wetenschappelijke naam van de soort is voor het eerst geldig gepubliceerd in 1998 door Williams & Hernández-Aguilera.